# اکسانتل
اکسانتل (انگلیسی: Oxantel) یک داروی ضد کرم است که به طور معمول در پزشکی انسان و حیوان به عنوان درمان کرم روده استفاده می‌شود. همچنین گفته می‌شود که در برخی از باکتری‌های بیماری‌زا، فومارات ردوکتاز را مهار می‌کند.

اکسانتل مانند پیرانتل، نورون‌های انگل‌های گوارشی را ۱۰۰ برابر بیشتر از استیل کولین دپلاریزه می‌کند و باعث انقباض مداوم عضلانی می‌شود و باعث مرگ انگل‌ها در اثر فلج اسپاستیک می‌شود. این داردی ضد کرم معمولا برای درمان حیوانات اهلی و همچنین دام استفاده می‌شود و مقاومت در هر دو گروه از حیوانات گزارش شده است.